# 南外堀町
南外堀町（みなみそとぼりちょう）は、愛知県名古屋市中区・東区の地名。1丁目から13丁目まであった。現在の中区本丸・二の丸・三の丸・丸の内、東区泉・丸の内の一部に相当する。

## 地理
名古屋市中区の北端部に位置していた。江戸時代は本町筋付近に評定所・西角に町奉行所・七間町筋付近に寺社奉行・呉服町筋付近に勘定奉行と、郭外に藩行政の中心が存在し、第二次世界大戦後は郭内に県庁・市庁舎を中心とした行政の中心が存在している。

## 歴史

### 地名の由来
名古屋城の外堀の南側に位置することに由来するが、町域は外堀の北側も含んでいた。また、南片端（もしくは単に片端）は外堀の南側のみに武家屋敷が並んでいたことに由来する。

### 沿革
- 明治4年9月29日 - 片端を改称し、南外堀町として成立した[1]。
- 1878年（明治11年）12月20日 - 名古屋区成立に伴い、同区南外堀町となる[2]。また同年、一部が東片端町となる[2]。
- 1889年（明治22年）10月1日 - 名古屋市成立に伴い、同市南外堀町となる[2]。
- 1908年（明治41年）4月1日 - 西区成立に伴い、同区南外堀町となる[1]。また、東区南外堀町も成立する[2]。
- 1909年（明治42年）10月1日 - 西区南外堀町の一部が長畝町に編入される[1]。
- 1911年（明治44年）11月1日 - 西区南外堀町の一部が東区土居下町に編入される[1]。
- 1944年（昭和19年）2月11日 - 西区南外堀町が栄区成立に伴い、同区南外堀町となる[1]。また、東区南外堀町も栄区南外堀町に編入され、消滅[2]。
- 1945年（昭和20年）11月3日 - 栄区廃止に伴い、中区南外堀町となる[1]。
- 1947年（昭和22年）8月1日 - 中区南外堀町12・13丁目が、東区に編入される[1]。
- 1966年（昭和41年）3月30日 - 住居表示実施に伴い、中区南外堀町1・2・6丁目が中区丸の内一丁目、中区南外堀町2～6丁目が中区丸の内二丁目、中区南外堀町6～11丁目が中区丸の内三丁目にそれぞれ編入される[1]。
- 1968年（昭和43年）4月1日 - 住居表示の実施に伴い、中区南外堀町6丁目が中区三の丸・二の丸・本丸となる[1]。
- 1976年（昭和51年）1月18日 - 住居表示の実施に伴い、東区南外堀町の一部が東区泉一丁目および一部の道路部分のみが東区丸の内三丁目に編入される[5]。また、中区南外堀町の一部が同区三の丸三丁目に編入される[6]。
- 1980年（昭和55年）2月10日 - 住居表示の実施に伴い、東区南外堀町が東区泉一丁目に編入され、消滅[5]。
- 1981年（昭和56年）8月23日 - 中区南外堀町が同区三の丸一丁目に編入され、消滅[6]。

## 施設
- 税務講習所

1966年（昭和41年）7月16日に中日高速オフセット印刷の本社工場となった。

### 1丁目
- 名古屋城
- 西区役所

南外堀町1丁目1番地。1913年（大正2年）6月12日、新庁舎に移転。1945年（昭和20年）5月14日の名古屋大空襲により焼失した。

### 3丁目
- 名古屋国技館

南外堀町3丁目1-1。1914年（大正3年）3月に開館した。総面積は1670平方メートルの正16角形の建物であったという。収容人数は6500人で、相撲興行のほか、講演会やサーカスなどの催しも行われたというが、経営難のために1923年（大正12年）には取り壊されてしまったという。名古屋市立名城小学校の位置にあたる。

### 6丁目
- 愛知県庁

南外堀町6丁目1番地の34。1938年（昭和13年）4月11日、新築移転。
- 名古屋市役所

南外堀町6丁目1-37および1-38。1933年（昭和8年）8月28日、新築移転。
- 八重垣劇場

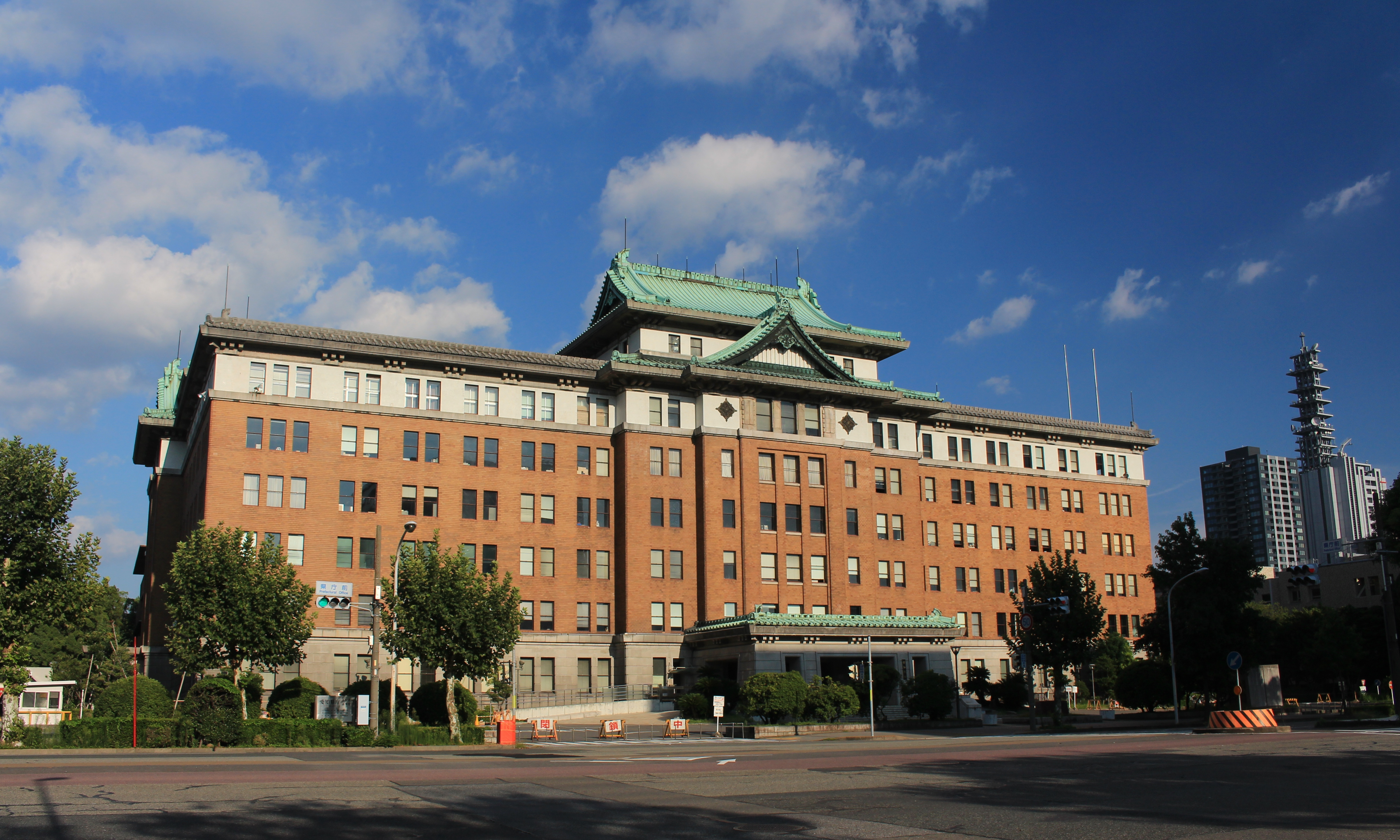
愛知県庁（2014年撮影）
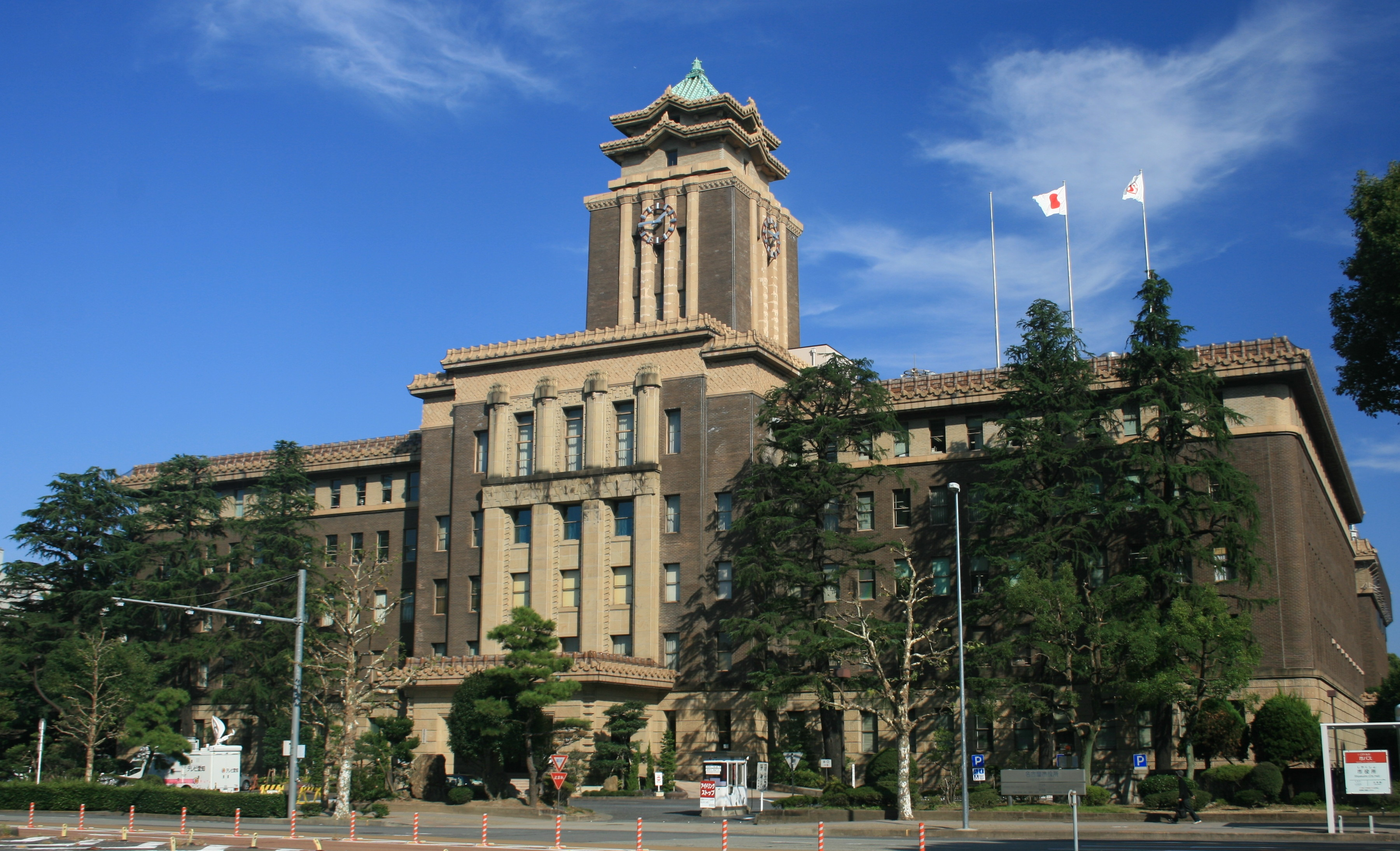
名古屋市役所（2011年撮影）
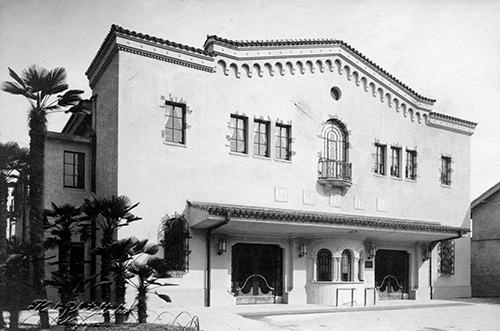
八重垣劇場（1930年撮影）

### WEB
1. 1 2  愛知芸術文化センター愛知県図書館 (2010年4月1日). “戦前の名古屋市西区役所は、堀川にかかる景雲橋の東、外堀通の北側（現在の中区三の丸一丁目の景雲橋公園のあるあたりで、愛知県図書館のすぐ南の場所）にあったようだが、古い地図をみると、外堀通の北に書かれている地図と、南に書かれている地図と、両方存在する。時期によって移転したのか、あるいはどちらかの地図が誤っているのかを知りたい。”.   国立国会図書館. 2022年2月20日閲覧。
2. ↑  名古屋市鶴舞中央図書館 (2016年1月28日). “名古屋に国技館があったと聞いたことがあるが本当か？　あったとすれば、名古屋のどこにあったのかも知りたい。”.   国立国会図書館. 2018年2月28日閲覧。
3. 1 2  愛知県総務局財務部財産管理課 (2007年4月1日). “愛知県庁舎の歴史　年表”. 2022年2月20日閲覧。
4. 1 2  “名古屋市役所の位置を定める条例” (1994年1月1日). 2022年2月20日閲覧。

### 書籍
1. 1 2 3 4 5 6 7 8 9 10  福岡清彦 1976, p. 27.
2. 1 2 3 4 5 6 7 8  「角川日本地名大辞典」編纂委員会 1989, p. 1289.
3. 1 2  名古屋市計画局 1992, p. 307.
4. ↑  有限会社平凡社地方資料センター 1981, p. 143.
5. 1 2  名古屋市計画局 1992, p. 737.
6. 1 2  名古屋市計画局 1992, p. 779.
7. ↑  中日高速オフセット印刷 2016, p. 21.
8. ↑  名古屋市会事務局 1963, p. 205.
9. 1 2 3 4  日本相撲協会 1982, pp. 48–49.